# Pitcairnia foreroi
Pitcairnia foreroi là một loài thực vật có hoa trong họ Bromeliaceae. Loài này được H.E.Luther & Varad. miêu tả khoa học đầu tiên năm 1984.